# Jahrbuch für Evangelikale Theologie
Das Jahrbuch für Evangelikale Theologie (JETh) war ein einmal jährlich erscheinendes Periodikum, das im Rahmen der Theologischen Verlagsgemeinschaft (TVG) von SCM R. Brockhaus verlegt wurde.
Eine neue Ausgabe des Jahrbuchs kam jeweils ungefähr im September in den Buchhandel. Die erste Ausgabe erschien 1987, die letzte 2016.
Die Fortsetzung erfolgte ab 2017 zweigeteilt: Es erschien weiterhin jährlich ein gedruckter Band mit Aufsätzen unter dem Titel 
Biblisch erneuerte Theologie (Jahrbuch für Theologische Studien). Die Rezensionen erscheinen seither (nur) online als AfeT-Rezensionen.

## Herausgeber
Das JETh wurde gemeinsam im Auftrag des Arbeitskreises für evangelikale Theologie (AfeT) und der Arbeitsgemeinschaft für biblisch erneuerte Theologie (AfbeT – Schweiz) in Zusammenarbeit mit der TVG herausgegeben.
Der Herausgeberkreis setzte sich personell folgendermaßen zusammen:
Redaktion:
- Rolf Hille, Direktor für ökumenische Angelegenheiten der Weltweiten Evangelischen Allianz
- Helge Stadelmann, Professor für Praktische Theologie an der Freien Theologischen Hochschule Gießen (FTH)
- Jürg Buchegger, Vizepräsident der AfbeT Schweiz
- Jochen Eber, Pfarrer in Mannheim

Buchinformation:
- Walter Hilbrands, Freie Theologische Hochschule Gießen

## Geschichte
Das Jahrbuch erschien in 30 Jahrgängen von 1987 bis 2016 und entwickelte sich zum wichtigsten deutschsprachigen evangelikalen Rezensionsorgan. Bis zur 16. Ausgabe 2002 wurden ca. 1200 vorgestellte Bücher besprochen. Bis 2016 erschienen insgesamt 2269 Rezensionen.
In der Nachfolge von JETh geben AfeT und AfbeT ab 2017 ein Jahrbuch mit dem Titel Biblisch erneuerte Theologie heraus. Das neue Jahrbuch enthält Aufsätze, die im Doppelblindgutachten evaluiert wurden. Die Rezensionen erscheinen seitdem nicht mehr als Bestandteil des Jahrbuchs, sondern im Halbjahresrhythmus online auf der Seite des AfeT. Durchschnittlich werden jedes Jahr 65 Neuerscheinungen aus allen Bereichen der Theologie vorgestellt.

## Zielsetzung
Mit dem JETh sollte die wissenschaftliche Arbeit der AfeT und der AfbeT dokumentiert und einer breiten Öffentlichkeit zugänglich gemacht werden.
Ein umfangreicher Rezensionsteil stellte möglichst umfassend die evangelikalen Publikationen, primär aus dem deutschsprachigen Raum, aber auch englischsprachige Publikationen, vor, die für evangelikale Theologie von Interesse war.

## Aufbau
Das JETh ist zweiteilig aufgebaut. Der erste Teil besteht aus wissenschaftlichen Aufsätzen verschiedener Theologen, die sich mit den Anliegen der AfeT/AfbeT verbunden fühlen. Die einzelnen Aufsätze decken ein breites Spektrum der Theologie ab. In manchen Jahrbüchern haben die Aufsätze einen thematischen Schwerpunkt, was aber nicht immer gegeben ist. Damit die Aufsätze nicht komplett nur auf den deutschsprachigen Raum beschränkt bleiben und ausländische Theologen zumindest grob den Hauptaussagen der einzelnen Aufsätze folgen können, wird jedem Aufsatz ein kurzer Abstract in englischer Sprache angehängt.
Der zweite Teil ist ein umfassender Rezensionsteil, der ca. 150 bis 200 Seiten umfasst. Die besprochenen Bücher sind in fünf Gruppen aufgeteilt (In Klammern ist die zuletzt verantwortliche Person angegeben):
- Altes Testament (Walter Hilbrands)
- Neues Testament (Jürg Buchegger)
- Systematische Theologie (Jochen Eber)
- Historische Theologie (Jochen Eber)
- Praktische Theologie (Helge Stadelmann)

Jedes dieser Ressorts wird noch einmal in kleinere Einheiten unterteilt. Einige Rezensenten sind sehr häufig vertreten, etwa Lutz E. von Padberg in Historischer Theologie.
Am Ende des JETh finden sich noch Hinweise für Mitarbeiter, ein Überblick über die abgedruckten Rezensionen und eine Anschriftenliste der Mitarbeiter.